# Tephrina bleusei
Tephrina bleusei är en fjärilsart som beskrevs av Thierry-mieg. Tephrina bleusei ingår i släktet Tephrina och familjen mätare. Inga underarter finns listade i Catalogue of Life.